# Birgitte, Công tước phu nhân xứ Gloucester
Birgitte, Công tước phu nhân xứ Gloucester GCVO (sinh 1946) là một thành viên của Vương thất Anh. Bà là vợ của Vương tử Richard, Công tước Gloucester, cháu của vua George V. Cùng với chồng, bà thực hiện nhiệm vụ hoàng gia đại diện cho người chị họ của chồng bà, Nữ hoàng Elizabeth II và tiếp là Charles III.

## Thời thơ ấu
Tên khai sinh của bà là Birgitte Eva Henriksen, sinh ngày 20 tháng 6 năm 1946 tại Odense, Đan Mạch. Cha mẹ bà là ông Asger Henriksen, một luật sư và vợ ông, bà Vivian van Deurs. Khi cha mẹ bà ly dị, bà chuyển sang họ mẹ nên còn có tên là Birgitte Eva van Duers.

## Gia đình
Sau khi lập gia đình với Hoàng tử Richard, Công tước Gloucester KG GCVO, bà được phong tước hiệu nữ Công tước xứ Gloucester.

## Con cái
| Tên                                  | Sinh                 | Kết hôn             | Kết hôn       | Con cái                                        |
| ------------------------------------ | -------------------- | ------------------- | ------------- | ---------------------------------------------- |
| Alexander Windsor, Bá tước xứ Ulster | 24 tháng 10 năm 1974 | 22 tháng 6 năm 2002 | Claire Booth  | Xan Windsor, Lord Culloden Lady Cosima Windsor |
| Lady Davina Lewis                    | 19 tháng 11 năm 1977 | 31 tháng 7 năm 2004 | Gary Lewis    | Senna Lewis Tāne Mahuta Lewis                  |
| Lady Rose Gilman                     | 1 tháng 3 năm 1980   | 19 tháng 7 năm 2008 | George Gilman | Lyla Gilman                                    |